# Charles Ardant du Picq
Charles Jean Jacques Joseph Ardant du Picq (* 19. Oktober 1821 in Perigueux; † 15. August 1870 in der Schlacht bei Colombey) war Colonel der französischen Armee und ein bedeutender Militärtheoretiker des 19. Jahrhunderts. Seine Schriften in dem Werk Etudes sur le combat wirkten vor allem in Frankreich und den Vereinigten Staaten nach und beeinflussten deren Militärdoktrinen und militärischen Einsatzgrundsätze.

## Laufbahn
Ardant du Picq wurde nach Abschluss seiner militärischen Ausbildung in Saint-Cyr und Beförderung zum Sous-lieutenant am 1. Oktober 1844 in das 67e régiment d’infanterie Lyon versetzt. Dort wurde er auch am 15. Mai 1848 zum Lieutenant, und am 15. August 1852 zum Capitaine befördert, bevor er am 25. Dezember 1853 zum „9e bataillon de chasseurs a pied“ (9. Bataillon Jäger zu Fuß) versetzt wurde. Schon im folgenden Jahr nahm er ab 29. März 1854 am Krimkrieg teil, wo er früh erkrankte und nach Hause zurückkehren musste. Nach seiner Genesung trat er wieder zu seinem Truppenteil, der zwischenzeitlich an die Front bei Sewastopol verlegt worden war. Beim Sturm auf die zentrale Bastion (Fort Malakow) der Festung Sewastopol im September 1855 geriet er in Gefangenschaft, aus der er im Dezember entlassen wurde und umgehend seinen Dienst wieder aufnahm. Am 15. Februar 1856 zum Commandant befördert, ging er mit dem „16e bataillon de chasseurs a pied“ (16. Jäger-Bataillon) im Rahmen der französischen Interventionsstreitkräfte von August 1860 bis Juni 1861 nach Syrien, um dort die Unruhen der Maroniten und Drusen unter Kontrolle zu bringen. Wie der größte Teil seiner Standesgenossen diente natürlich auch Ardant du Picq in Algerien (1864 - 66), bevor er am 27. Februar 1869 zum Colonel befördert wurde. Mit dieser Beförderung wurde er zugleich Kommandant des 10e régiment d’infanterie (10. Linieninfanterieregiment), mit dem er auch in den Deutsch-Französischen Krieg (1870–71) zog. Gleich zu Beginn dieses Krieges fiel er am 15. August 1870 während der Schlacht bei Colombey nahe Metz.

## Werk
Ardant du Picqs Reputation beruht deutlich stärker auf seinen Schriften als auf seiner eher durchschnittlichen militärischen Karriere. Zu Lebzeiten hatte er bereits ein Werk über antike Schlachten veröffentlicht, das zusammen mit seinen im Nachlass gefundenen Manuskripten im Jahre 1880 unter dem Titel Études sur le Combat erneut herausgegeben wurde. Diese „Studien über antike und moderne Schlachten“ entwickelten sich schnell zum Klassiker. Er beschritt darin einen völlig neuen Weg der militärischen Analyse und rückte unter anderem Kampfmoral und andere psychologische Aspekte der Kampfführung in den Fokus seiner Betrachtung.
Zu seinen bedeutendsten Erkenntnissen gehören seine Einsichten über den Zusammenprall gegnerischer Streitkräfte in der Schlacht und zu Fragen von Furcht oder Angst. Er wies nach, dass es nur in den allerseltensten Fällen tatsächlich zum Zusammenprall aufeinander einstürmender gegnerischer Streitkräfte gekommen ist. Normalerweise bricht eine der beiden Seiten den Anlauf ab, bevor es zum Zusammenprall kommt und erwartet den weiteren Anlauf des Gegners dann stehend oder ergreift die Flucht. Erwartet sie den weiteren Anlauf stehend, kommt es bei der Gegenseite zum gleichen Mechanismus; sie bricht ab und flieht oder wartet das Weitere in sicherer Entfernung ab oder geht in Ruhe zum stehenden Gefecht über. Aus intensivem Quellenstudium und umfangreichen schriftlichen Befragungen in der französischen Armee wies er darüber hinaus nach, dass die Masse der Verluste in der Schlacht dann entstehen, wenn sich eine Seite zur Flucht wendet. Auf der Flucht sind die Soldaten nicht mehr in der Lage, sich effektiv gegen Verfolger zu schützen. Im Zeitalter der Feuerwaffen können dann dem Fliehenden etliche Salven nachgesandt werden, ohne dass der Schießende sich um eigene Deckung kümmern müsste. Das Abbrechen des Sturmlaufs oder der Attacke führt er auf eine sich allmählich in der Formation ausbreitende Angst der Soldaten zurück, die schließlich übermächtig wird. Damit ist Ardant du Picq der erste Militärtheoretiker, der dem Phänomen der Angst in der Schlacht solche Aufmerksamkeit widmete oder es überhaupt wagte, diese Empfindung publik zu machen und sie der Aufmerksamkeit der militärischen Führer empfahl.

## Wirkung
Die Schriften Ardant du Picqs wirkten naturgemäß zunächst in Frankreich, wo man sich allerdings hauptsächlich seine Aussagen zur Bedeutung des Feuerkampfs und der Notwendigkeit der Feuerüberlegenheit auch im Angriff bis zum letzten Augenblick zu Herzen nahm. In den USA errangen vor allem nach den Weltkriegen und nochmals zur Zeit des Vietnamkriegs seine Studien zur Angst im Gefecht großes Interesse. Gemeinsam mit der Auswertung der Befragung deutscher Kriegsgefangener, die die Bedeutung der Kleinen Kampfgemeinschaft nachwiesen, führten sie zu einer Neuausrichtung in der Ausbildung und Organisation der US-Streitkräfte.
In Deutschland weitgehend unbekannt, gilt er durch sein Buch, das anscheinend nie ins Deutsche übertragen wurde, in den Vereinigten Staaten heute noch als einer der bedeutendsten Klassiker der Kriegskunst und wird mit Xenophon, Thukydides, Sun Tzu, Carl von Clausewitz, Jomini, Alfred Thayer Mahan, Julian Corbett, Giulio Douhet, T. E. Lawrence, George C. Marshall und Mao Zedong auf eine Stufe gestellt.